# Joëlle Aubron
Joëlle Aubron (* 26. Juni 1959 in Neuilly-sur-Seine; † 1. März 2006) war eine französische Terroristin und Mitbegründerin der Action Directe (AD). 1987 wurde sie wegen Mordes  zu lebenslanger Freiheitsstrafe verurteilt.

## Leben
Aubron war ein führendes Mitglied der französischen linksradikalen Terrororganisation 'Action Directe'. 1984 heiratete sie Régis Schleicher, ebenfalls Terrorist der 'Action Directe'; die Ehe wurde geschieden. Bis sie 1985 in den Untergrund ging, führte Aubron eine anarchistische Buchhandlung.
Nach Attentaten auf den General René Audran am 25. Januar 1985
und den Renault-Chef Georges Besse am 17. November 1986 wurde sie 1987 wegen Mordes zusammen mit den anderen AD-Mitgliedern Nathalie Ménigon, Jean-Marc Rouillan und Georges Cipriani zu lebenslanger Freiheitsstrafe verurteilt.
Nach der Operation eines Hirntumors 2004 wurde sie gemäß dem Kouchner-Gesetz (loi Kouchner vom 4. März 2002) vorzeitig aus der Haft entlassen.
Im Folgejahr wurde entdeckt, dass Aubron auch an Lungenkrebs litt. Sie starb am 1. März 2006 an den Folgen dieser Erkrankung.